# Лажни свет
Лажни свет (фр. Canal fantôme) је двадесета четврта епизода прве сезоне серије Код Лиоко.

## Опис
Прича почиње како се Лиоко ратници боре код активираног торња у леденом сектору. Нападају их блокови. Док су непријатељи били побеђени, Од је вршио мини-победнички плес, али га је Џереми упозорио да стиже још један блок. Пре него што је могао да избегне напад, погодио га је ласер, али га је лако уништио и каже Џеремију: „Хеј, Џереми, следећи пут уживај у представи и пусти праве професионалце да заврше посао, важи?“. Схвата да је ово увредило његове пријатеље, посебно Џеремија. Аелита деактивира торањ и Џереми покреће повратак у прошлост након што се Од извињава.
Након повратка, на часу науке, Џереми примећује да су Од и Улрик одсутни, као да и Јуми није присутна на свом часу, а нису ни у својим собама.
У међувремену, у месту које је слично кабинету за природне науке, Од се извињава Џеремију, који делује као да се дури. Улрик сматра да је Џереми љут на Ода.
Џереми, у паници што никога нема (тврдећи да је при повратку нешто пошло наопако), пита Аелиту да ли су још увек у Лиоку, само како би му рекла да нису. Да све буде још горе, Џим је ухватио Џеремија и води га у директорову канцеларију.
Налазећи Ода и Улрика у дворишту, Јуми је такође приметила Џеремијев начин понашања. Исто тако, каже да се нешто чудно десило на часу: све је у једном тренутку звучало као радио статика и професорка је поновила оно што је већ рекла и своје гестукулације, сасвим исто пре догађаја, као покварена плоча. Пита се да ли је у питању Ксена.
У канцеларији, г. Делмас испитује Џеремија о његовим пријатељима. Каже да не зна где су и тражи паузу од три минута, током које пита Аелиту за помоћ. Као Ксена, она такође може да рукује школском мрежом. Џереми онда води директора и Џима у котларницу под образложењем да су му ту пријатељи. Под Аелитином контролом, цеви експлодирају, услед чега Џереми бежи у фабрику. Тамо он стиже у собу за скенере, само како би установио да су празни. До тада, Аелита је схватила шта се десило осталима и показује му звучну датотеку која представља паралелни свет (према њој, то је била нека врста радио или ТВ преноса). Онда га упозорава да пажљиво гледа.
У датотеци, Улрик, Од и остали ученици су на физичком, радећи аеробику, растезање и склекове.
Џереми је збуњен јер се појављује у датотеци. Аелита му каже да је можда то снимак.
У једном тренутку, Николас нехотице удари Херва. Одједном, њих двојица се системски кваре, обрћу уназад и Николас учини исто заједно са Хервовим негодовањем; слично што се на Јумином часу раније десило. Она прилази Џеремију, који седи на трибинама са лаптопом. Каже му да се чудне ствари догађају, док јој он каже да има проблема да ступи у контакт са Аелитом. Онда га она пита зашто није на физичком и одговара јој да га је Џим пустио. Он гледа у Улрика и Ода код тркачке стазе, док Јуми саркастично каже да је невероватан. Почиње да сумња у њега.
Џереми твдри да то НИЈЕ снимак, већ да се заиста догађа у том тренутку. Нису у Лиоку, а нити у стварном свету… негде су другде! Аелита то потврђује, иако зна да међупростор не постоји, али онда знамо шта се десило: Ксена је створио међупростор који је само површна копија стварног света да убаци Јуми, Ода и Улрика у мишљење да су у стварности. Морају да их некако спасу, али постоји пробллем: сигнал је шифрован! Све што имају је звучни талас, не и сам сигнал! Аелита сматра да је лудост усмерити скенере на сигнал користећи пробни систем и систем са грешком. Показујући храброст, Џереми се жртвује одласком да спаси своје пријатеље, који никако не смеју бити препуштени на милост и немилост Ксени! Размислите и сами, сам Џереми је испред Аелите; ко је други Џереми?
Џереми каже да, ако би икада крочио у виртуелни свет, било би то зато што зна да га Аелита тамо чека. Она аутоматски активира процес виртуелизације за Џеремија.
Џереми је виртуелизован у лажни Кадик. Ксена, у форми виртуелног Џеремија, седи за рачунаром у соби, шпијунирајући правог. Онда наређује зомбиоликој верзији Џима, Херва и Николаса да га ухвате.
У леденом сектору, Аелита је близу масивног, наранџастог мехура, верујући да је то сигурно паралелни свет. Нада се да није прекасно.
У међувремену, Од и Улрик разговарају у својој соби о Џеремијевом понашању и Јуминој интуицији о томе, док Од коментарише да било која девојка која се заљуби у Улрика није нормална. У том тренутки, Јуми панично зове Улрика на телефон, кажући да постаје горе и горе. Њени родитељи понављају исте покрете и као да је не виде. Одлучује да иду у фабрику без Џеремија (лажног) јер јој је сумњив. Од и Улрик се слажу.
Након дуге јурњаве, прави Џереми је умакао зомбијима и иде ка лажној фабрици.
У лажној лабораторији, Јуми схвата да нема никакве везе са Лиоком, као да не постоји. Одједном, појављује се лажни Џереми и каже да је примио поруку од Аелите да је торањ активиран и да се Лиоко уништава. Јуми, сумњајући у њега, задржава Ода и Улрика. Лажни Џереми све време покушава да их уведе у скенере. У том тренутки, појављује се прави Џереми! Он својим пријатељима објашњава све што се десило и да Ксена хоће да их уведе у скенере да их се отараси једном за свагда. Лажни Џереми каже да је прави клон кога је створио Ксена да их задржи док се Лиоко „уништава“. Од, Улрик и Јуми нису у стању да одлуче.
Лажни Џереми пита правог како је уопште стигао, док овај одговара да је употребио скенере. Ксена-Џереми каже да прави не би ни крочио у скенер, док његови пријатељи уопште не сумњају да би прави Џереми ушао у скенере да су му пријатељи у опасности. Ксена НЕМА непогрешиво знање о стварном свету, и сад се зна ко је прави Џереми.
У овом тренутку, Ксена бесни и претвара се у ужасавајући облик Џеремија. Телепортује зомбије Џима, Николаса и Херва како би убили Јуми, Улрика и Ода, док покушава да угуши Џеремија призивајући масивне каблове из тла.
Стижући до самог мехура, Аелита користи своју креативност да га уништи, услед чега долази до масивне експлозије! Док се распада лажни свет, прави Џереми је девиртуелизован и стиже назад у лабораторију. Балон паралелног света је нестао и Од, Јуми и Улрик се нису сетили ничега. Ипак, разговор им је прекинут чим се појави масивна армија блокова (дефинитивно људи у лажном свету), са којима се тим радосно бори.

## Емитовање
Епизода је премијерно емитована 11. фебруара 2004. у Француској. У Сједињеним Америчким Државама је емитована 20. маја 2004.